# Релігійна символіка у капеланів США

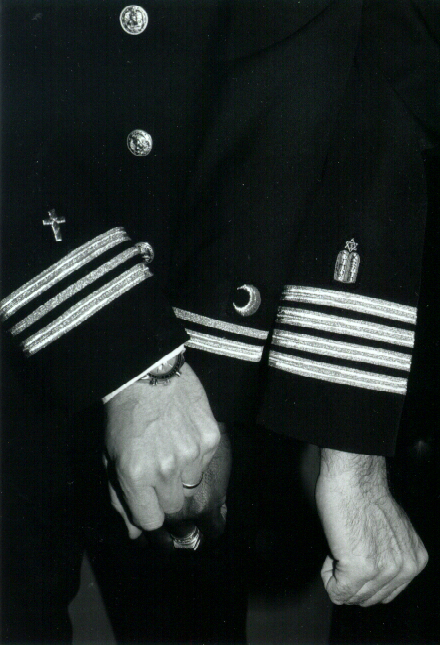
Знаки для християнських, мусульманських та єврейських капеланів (зліва направо) зображені на мундирах трьох капеланів ВМС США, 1998 рік. Це були єдині знаки, що використовувались на той час

Релігійна символіка у військових США включає використання релігійних символів для знаків військових капеланів, обмундирування, емблем, прапорів та прапорів на каплички; символічні жести, дії та слова, що використовуються у військових ритуалах та обрядах; і релігійні символи або позначення, що використовуються в таких областях, як надгробні пам'ятники на національних кладовищах, і військові бірки (" ІД військового").
Символізм іноді включає конкретні зображення, включені або виключені через релігійні причини, вибір кольорів, що мають релігійне значення, та політику "релігійного розміщення" щодо носіння "релігійного одягу" та "догляду" (наприклад, "нестриженого" волосся та бороди, що носиться з релігійних причини деякими капеланами) з військовою формою. Крім того, самі військові капелани США іноді розглядаються як "символи віри" для військовослужбовців, які стикаються з викликами перед їх вірою та цінностями.

## Знак капелана військової служби

### Армія

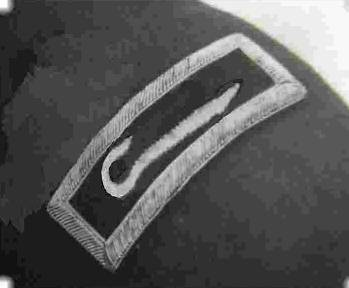
"Пастуховий ціпок", оригінальний знак, дозволений для капеланів армії США, 1880-1888 рр., І досі входить до складу полкових знаків корпусу капеланів армії США.

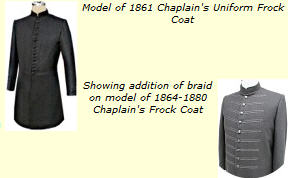
Уніформи раннього армійського капелана використовували чорний колір як символ присутності на чолі міністрів, перш ніж було встановлено знаки корпусу.

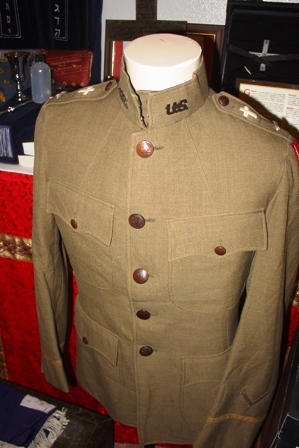
Уніформа армії Першої світової війни із знаками християнського капелана

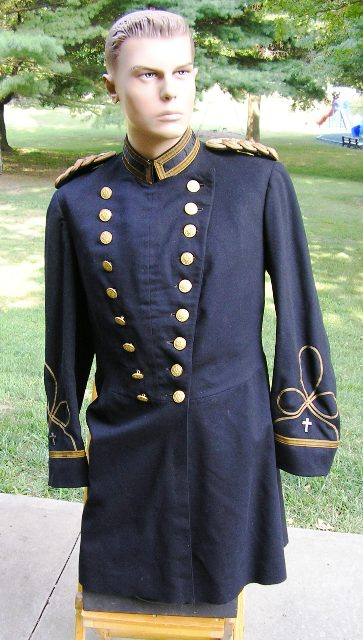
Вбрання капелана під час Першої світової війни

29 липня 1775 р. Континентальний конгрес встановив військове капеланство, але капелани не носили знаків до 1880 р. Однак у 1835 р. Армійські постанови прописали чорний як колір одягу для капеланів, зазначаючи, що капелан носить чорне пальто.  До 1861 року в армійському регламенті США були включені подробиці про те, що капелани повинні носити одне грудне пальто офіцера, виготовлене з чорної вовни, з чорною тканиною, що закриває ґудзики, і без насадки. У 1864 р. Армійська уніфікована дошка "покращила" пальто, додавши чорну "ялинкову косу" на груди біля ґудзиків, а кнопки все ще були покриті чорним кольором.  Цю шубу використовували армійські капелани до 1880 р., Коли плечові пагони вперше були дозволені капеланам, і було введено перші офіційні знаки.
Хоча латинський хрест давно став символом для більшості американських військових капеланів, першою офіційною капеланською відзнакою став "пастуший посох". Введений генеральним ордером номер 10, і залишався в силі в період 13 лютого 1880 – 5 травня 1888, це було описано як вишиті матовим сріблом в центрі чорного оксамиту погони. Простий "латинський хрест" (срібло на темно-синіх погонах) став капеланським знаком розрізнення у 1898 році, замінивши "посохи пастуха". Сьогодні, незважаючи на те, що посох пастуха більше не використовується в якості розпізнавальних знаків для окремих капеланів, він включений до дизайну полкових знаків капеланського корпусу на честь його місця в історії корпусу армійських капеланів.
Єврейським капеланам було вперше дозволено служити під час Громадянської війни, але під час Першої світової війни постало питання про символіку капелана і воно дійшло до армії, коли конгресмен Ісаак Сігел з Нью-Йорка клопотав до армії, щоб рабинам, які служили у капеланській уніформі дозволяли носити "і деякі інші знаки замість хреста".
Протягом двох тижнів після отримання даного запиту, в армії видали директиву, заявивши, що єврейським капеланам надано право опускати носіння хреста на розрізнювальних знаках.
Однак, у фронтових рапортах вказувалося, що виникли труднощі через те, що єврейські священики не носили знаків розрізнення, і армія почала шукати різні пропозиції, в тому числі створення окремих знаків для них, щоб повернутися до пастушого посоху як загального символу для всіх капеланів. Генерал Генрі Джевер, виконувач обов'язків помічника начальника штабу армії часто вибирав третій варіант, і протягом тижня його рішення стало офіційною політикою для армії. Тим не менш, багато християнських капеланів виступали проти цієї зміни політики, і в серпні 1918 генерал Першинг телеграфував у військове міністерство, щоб повідомити йому цю опозицію. Не всі християнські капелани виступали проти ідеї універсального символу, а деякі погоджуючись із твердженням одного капелана про те, що "я капелан християнської віри, але вітаю зміни. Пастуших ціпок є символом роботи капелана.. ".
Таким чином було обрано для єврейських капеланів знак розрізнення у вигляді двох скрижалей із Десятьма Заповідями, використовуючи римські цифри для позначення заповідей, і маленькою шестикутною Єврейською зіркою на верхній частині скрижалей. Інші символи вважаються включеними шестикутної зірки (гексаграмми), який був відкинутий армією, тому що він міг дуже легко сплутати з 5-ти кінцевої зірки носили генерали; сім-розгалужене свічник (Менора); і два "Леви Юдеї" допоміжна шестикутна зірка. Були й інші розглянуті символи які включали шестикутну зірку (гексаграму), яку армія відкинула, оскільки її можна було занадто легко сплутати з 5-кінцевою зіркою, яку носили генерали; семирозгалужена канделабра (Менора); і два "Леви Юди", що підтримують шестикутну зірку.
Цей символ залишався знаком для єврейських капеланів до 1981 року, коли військово-морський флот змінив свої позначення на перші десять літер єврейського алфавіту - замінивши римські цифри - і армія, і військово-повітряні сили пішли за цим прикладом.
Рішення знаків для капеланів, що представляють інші віросповідання, крім християнства та юдаїзму, армія США не приймала в односторонньому порядку, а натомість всі інші капелани США мають носити раніше прийняті знаки розрізнення.

### Військово-морський флот
В континентальний військово-морський флот, попередниці ВМС США, який був схвалений Конгресом США на 13 жовтня 1775, з морський статут (прийнятий 28 листопада, 1775), що входить в його другій статті: "командири кораблів тринадцяти Сполучених колоній повинні подбати про те, що богослужіння будуть звершуватися двічі в день на борту, і проповіді по неділях, якщо, звичайно, поганої погоди або інших надзвичайних ситуацій не допустити." Але, при необхідності флотських священнослужителів було визнано з самого початку, відносини і політику щодо військово-морського флоту однострій і знаки розрізнення для своїх капеланів пройшов через безліч змін, перш ніж були прийняті підсумкові рішення. 1847 флот положень дозволяю капелани носити блакитний мундир з чорним коміром та манжетами, без розпізнавальних знаків, і пізніше, в 1864 році, капелани були надані таку ж форму, як і інші штабні офіцери, із застосуванням срібний хрест в якості корпусу пристрою.

#### Морська піхота і берегова охорона США
Капелани також служили в морській піхоті, береговій охороні, і торговім флоті США. Хоча вони мають можливість носити морські форму або обмундирування берегової охорони при призначенні їх у відповідні підрозділи, знаки корпусу капелана залишаються.

### Військово-повітряні сили США
Капелани ВПС США носять ті самі розрізнювальні знаки що й в інших родах військ

## Капеланські знаки розрізнення за віросповіданням
Інші, ніж короткий період 1880-1888, коли всі військові капелани носили пастуший посох, латинський хрест (також відомий як "християнський хрест") став символом для всіх християнських капеланів, незалежно від конфесії, хоча у деяких інших національних збройних сил, окремі символи використовуються для деяких католицьких східних православних і протестантських капеланів, а іноді і для окремих груп всередині великої протестантської групи віруючих, такі як кальвіністські капелани
- Знаки розрізнення християнського військового капелана армії США
- Знаки розрізнення християнського військового капелана ВМФ
- Християнські військовий капелан знаки розрізнення, ВВС

### Єврейські
- Єврейський капеланські знаки розрізнення
- Погони з "посох пастиря" перше конкретне ВМС США єврейський капелан знаки.
- Колишній єврейський капелан знаки, з римськими цифрами
- Колишній єврейський капелан знаки, з римськими цифрами
- Армія

Нинішній єврейський капелан знаки, з єврейськими літерами
- Військово-морський флот

Нинішній єврейський капелан знаки, з єврейськими літерами
- ВВС

Нинішній єврейський капелан знаки, з єврейськими літерами

### Мусульманин
14 грудня 1992 року начальник капеланів армії США просив створити знаки для майбутніх мусульманських капеланів, а дизайн (півмісяця) був завершений 8 січня 1993 року.
- Мусульманський священик знаки відмінності, армія
- Мусульманський священик погони, військово-морський флот
- Мусульманський священик погони, ВВС

### Буддист
У 1990-ті в армію було прийнято рішення створити знаки для майбутніх буддійських священиків і капеланів Збройних Сил рада (рада складається з трьох начальників військового духовенства і чергових заступників начальників священиків для армії, ВМФ і ВПС) почав працювати в армії Інституту геральдики. Проект був завершений у серпні 1990 року, що представляють дхармачакра ("Колесо Дхарми", або іноді, "колесо закону"), вісім-спицованные колеса "представник релігійних обрядів."
- Буддійський військовий капелан знаки відмінності, армія
- Буддійський військовий капелан погони, військово-морський флот
- Буддійський військовий капелан емблема, ВВС

## Емблеми капеланських організацій
Залучений персонал, який служить в якості помічників капеланам не мають ніякої конкретної релігійної групи символів, але у них є пагони, що ідентифікують їх як армійських помічників капеланів ВПС, ВМС, ЗС США.
- Помічник значки капеланів
- США
Помічник капелана спеціаліст/
- УСН

Релігійні Спеціалізовану Програму, Бейдж
- ВПС США значок помічника капелана
- ВПС США Значок Помічника-Старший Капелан
- ВПС США Помічник капелана Бейдж-Майстер

## Релігійний одяг і атрибути капелана США

### Капелани
- Морський капелан Командор Альфонсо Конча поширює Святе Причастя
- ВВС мусульманський капелан капітан Вейлд Хабаш каже проповідь після мусульманської молитви
- ВМС протестантський капелан-лейтенант Барбара Вуд веде протестантську службу
- Капелан в будистів веде релігійну службу
- Єврейський капелан ВПС капітан Сара Шехтер

#### Військовий інерпритації
- Військовим капеланські шарфи/ єпитрахилі
- Армійські шарф/вкрав для християнських капеланів
- Більш сучасний "камуфляж" шарф/вкрав для християнських капеланів
- Армійські молитовне покривало (таліт) для єврейських капеланів
- Більш сучасні молитовне покривало (таліт) для єврейських капеланів
- ВВС-видається шарф/вкрав для християнських капеланів
- ВВС-видав молитовне покривало (таліт) для єврейських капеланів

## Військові ID-теги
- Військовий ID тегів, модерн, призначення: атеїст
- Бирка для армії США, частина серйозних/частини сатири (натисніть на фото для отримання додаткової інформації), призначення: атеїст/ФСМ
- Бирка для КМП, модерн, призначення: баптист
- Армія Сполучених Штатів бирки посвідчення особи (серійний номер частково прихований), модерн, призначення (для буддистів): буд
- Бирка для КМП, модерн, призначення: католик
- ID тегів (див. пильовик), модерн, призначення: християнин
- Армія ID тегів, ВМВ, старе позначення для єврейської (на основі "єврейська віра"): ч
- Військові бирки посвідчення особи, сучасні, ім'я та серійний номер розмито, призначення: індус
- Тег ID (серійний номер розмито), модерн, призначення: ІРЛАНДСЬКИЙ ДРУЇД
- Армія ID тегів, модерн, призначення: єврейська
- Військові тегу темно-ідентифікатор (серійний номер замазав), модерн, призначення: єврейська
- ID тегу, сучасний, з релігійними медальйон, призначення: лютеранська
- Військові тегу USMC ідентифікатор, модерн, призначення: методист
- Військовий ID тегів, з хрестом на ланцюгу, але з позначенням: немає прив
- Військова бирка військово-морського флоту ІД, модерн, призначення: НЕМАЄ РЕЛІГІЙНИХ УПОДОБАНЬ
- Військові тег військово-морського флоту ІД, до Другої світової війни, призначення для протестантів: Р
- Бирка для армії, Другої світової війни, старе позначення для протестантів: Р
- ВВС ID тегів (серійний номер розмито), модерн, призначення: язичницькі
- Військові бирки посвідчення особи, призначення: протестант
- Бирка для КМП, модерн, призначення: квакер
- Бирка для армії, сучасні, позначення прописано: Римо-католицька
- ВВС ID тегів (серійний номер розмито), модерн, призначення: ВИККАНИН

## Символи і вимпели на прапорах
У військово-морському флоті, коли капелан веде службу богослужіння на борту корабля, над прапором Сполучених Штатів вивішують "прапор богослужіння", який показує знаки капелана віросповідання цього капелана. Згідно з Кодексом прапора Сполучених Штатів Америки, "жоден інший прапор чи вимпел не повинен бути розміщений вище або, якщо він знаходиться на одному рівні, праворуч від прапора Сполучених Штатів Америки, крім випадків церковних служб, що проводяться морськими капеланами в морі, коли церковний вимпел може бути над прапором під час церковних служб для особового складу ВМС ». Відповідно до військово-морських правил, "За давно встановленими звичаями, словосполучення" Військово-морські капелани "традиційно визнано для позначення відвідувачів церковних сановників та капеланів інших служб, коли вони фактично займаються богослужінням для військово-морського персоналу на плаву. Фраза "в морі" тлумачиться для цілей ВМС США як значення "на борту корабля ВМС США" " 

### Капеланські прапори на військових каплицях (Армія США)
Прапор каплички визначає релігію капеланського богослужіння в капличці.
- Армія Сполучених Штатів. Християнська Церква. Прапор
- Старий прапор єврейської каплички армії США (з римськими цифрами).
- Прапор єврейської каплички армії США (з єврейськими літерами)
- Прапор мусульманської каплички армії США
- Прапор буддійської каплички Армії США

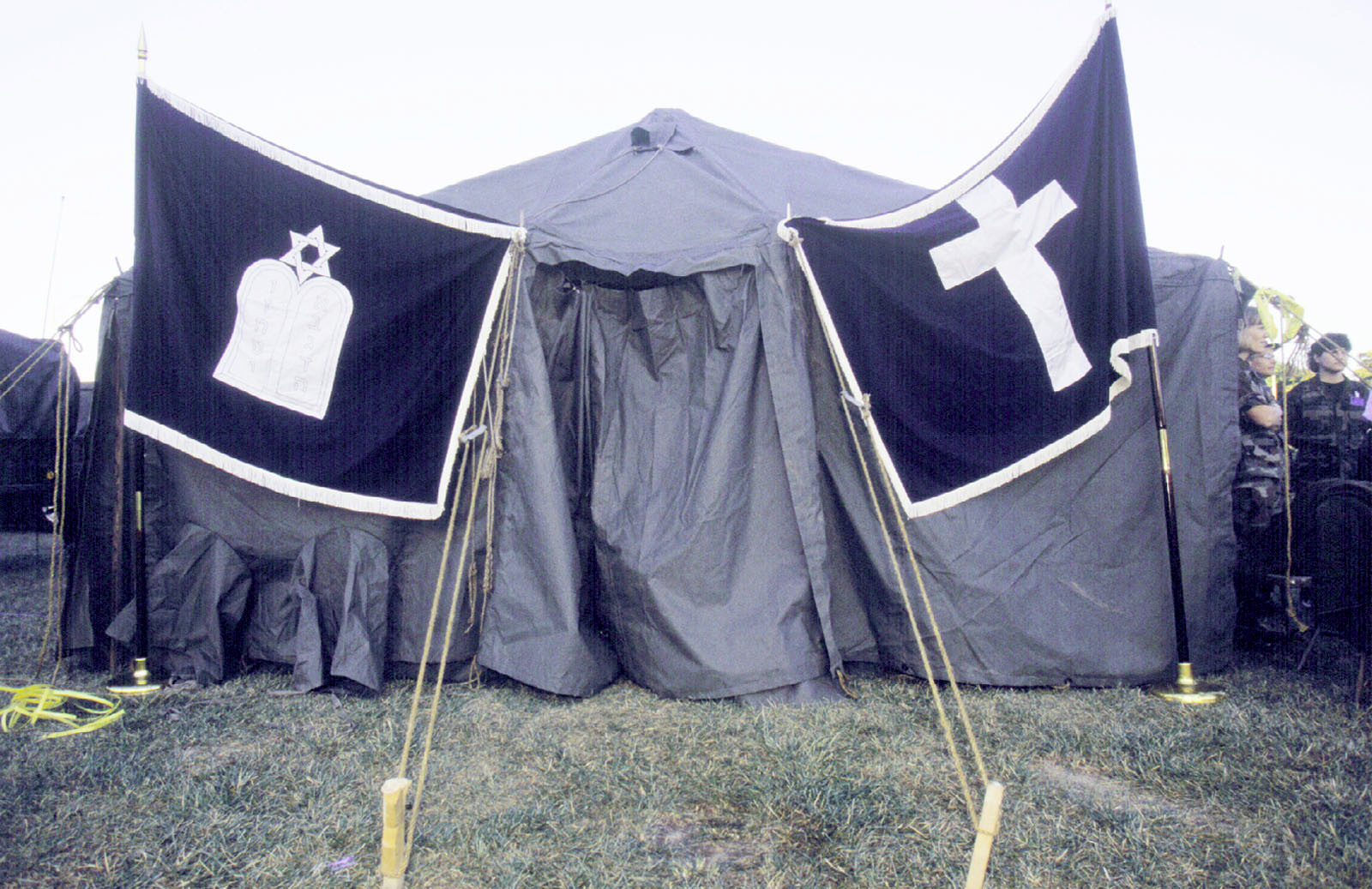
Прапори капеланів християнської і юдейської церков, вивішені на тимчасовій капличці, спорудженій після терактів 11 вересня
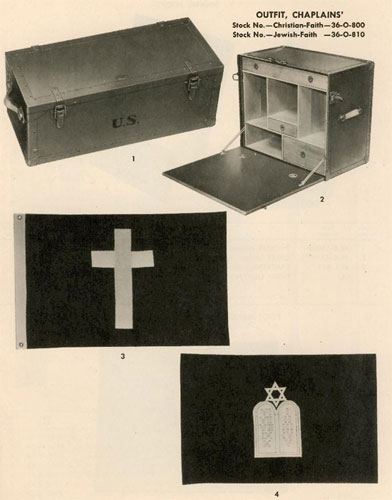
Військовий капеланський набір Другої світової війни, в тому числі прапорів.

### Вимпели капеланів (ВМС США)

Військово-Морський Флот Християнських Вимпел Поклоніння
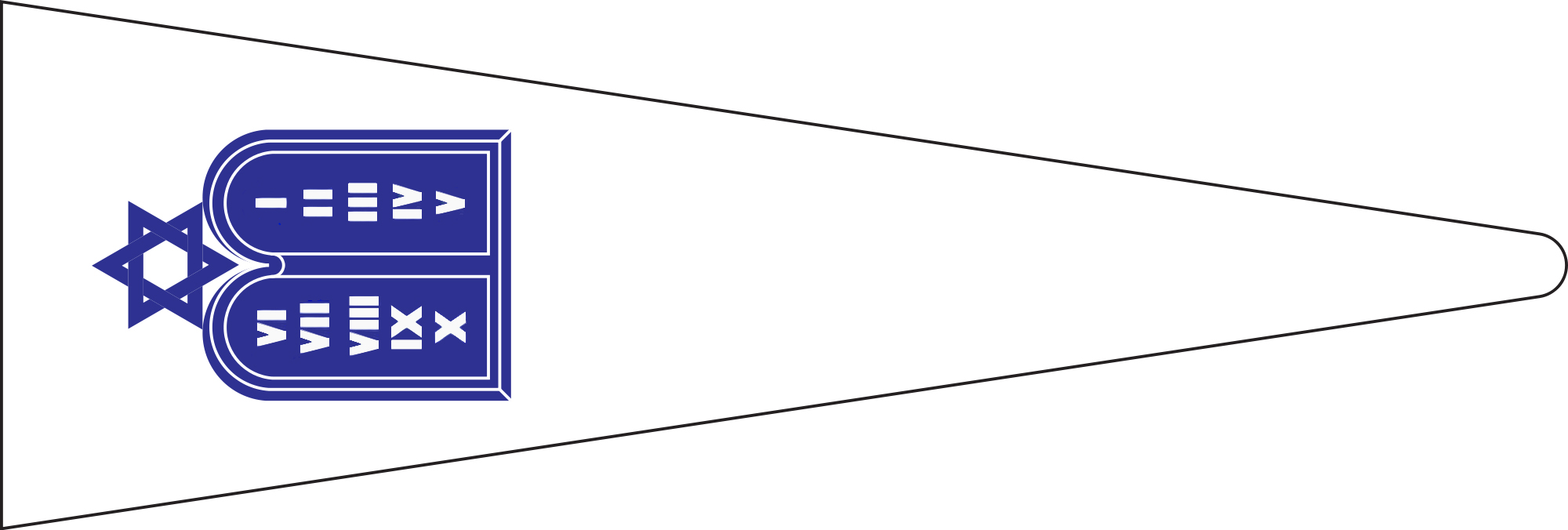
Єврейські поклоніння Пеннант (оригінальний дизайн, з римськими цифрами)
Військово-морський флот Вимпел єврейське поклоніння (переглянутий дизайн, з єврейськими літерами)
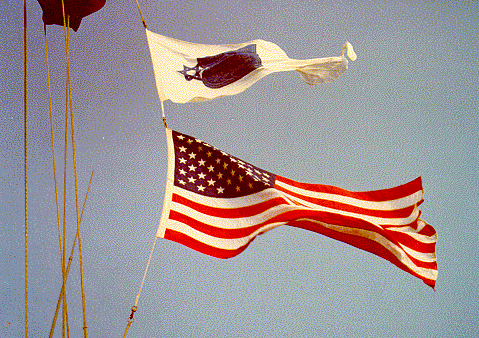
Вимпел єврейського поклоніння, що летить над Національним прапором (американським прапором) на кораблі ВМС США

### Прапори шкіл капеланів

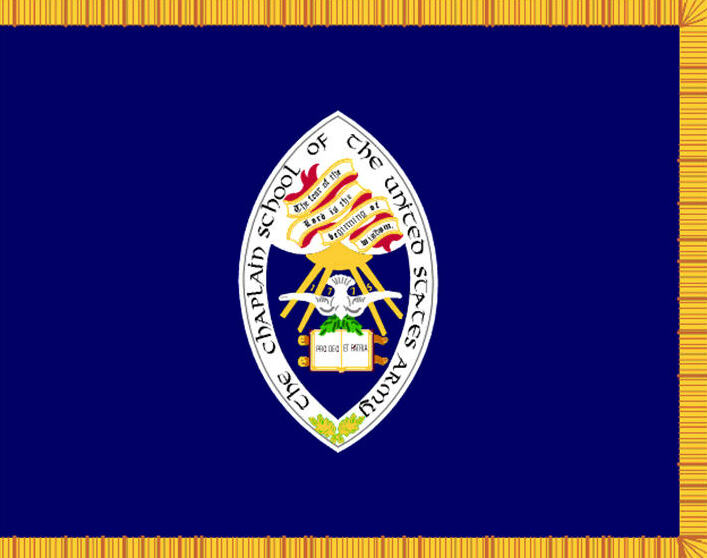
Прапор Армійського капеланського центру та школи
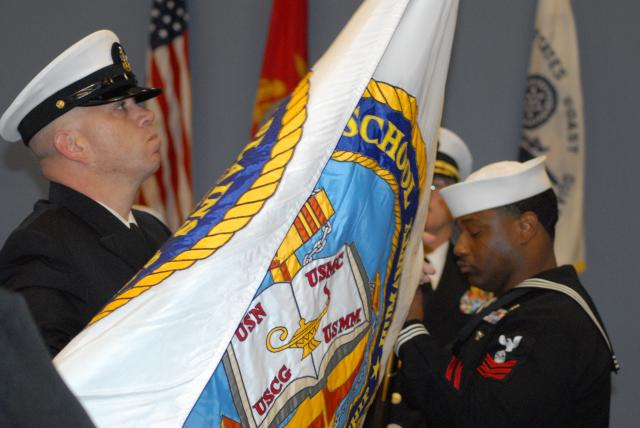
Прапор  вивішують випускники 2010 року

## Символи в національних кладовищах США

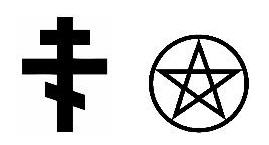
Два приклади з більш ніж сорока символів для використання на надгробках в національних кладовищах США. Зліва направо: російський православний хрест і пентаграма.

Загальне розпорядження № 75 від 11 вересня 1861 р. зобов'язувало командирів військових підрозділів ставити відмітки на надгробки.  Набагато пізніше, після Першої світової війни, колегія офіцерів затвердила надгробний камінь з білого мармуру, злегка закруглений на вершині, і вперше було встановлено дві конкретні релігійні позначки (Латинський хрест для християн і Давидова зірка для євреїв). дозволений до використання.  Зміни в будівництві та дизайні продовжували вноситися, і в лютому 1951 р. міністр армії схвалив додавання буддійської емблеми на додаток до Хреста та Зірки.
Сьогодні Міністерство у справах ветеранів США, визначає політику релігійної символіки на надгробках національних кладовищ США, хоча Департаменту армії США продовжує контролювати Арлінгтонське національне кладовище. Затверджено більше сорока п'яти окремих релігійних символів до використання на надгробках і налагоджений процес, щоб розглянути і схвалити додаткові релігійні символи, засновані на прохання родичів загиблого.

Хоча сучасні процедури дозволяють для якнайшвидшого затвердження нових релігійних символів, пентаграму в колі - символ зараз використовується для Вікканськіх надгробків - ухвалили після десяти років зусиль.

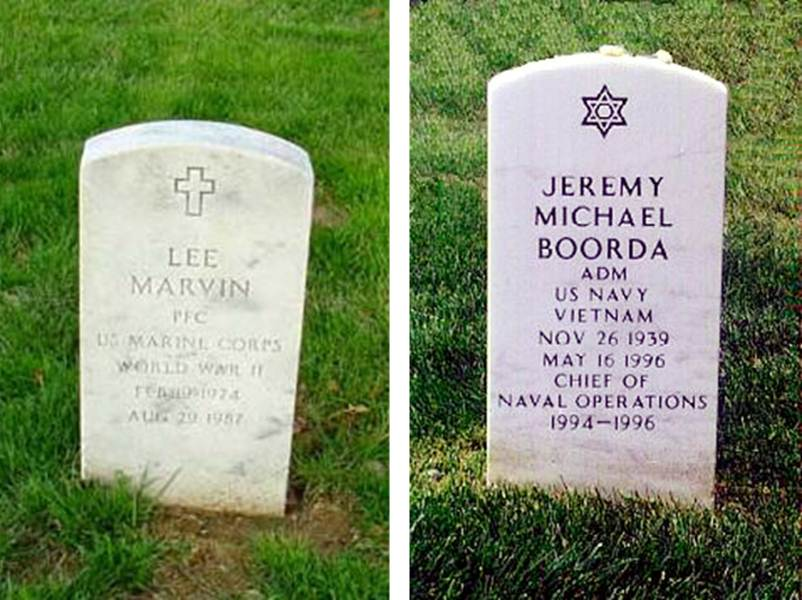
Л: ХристиянинР: Єврейська
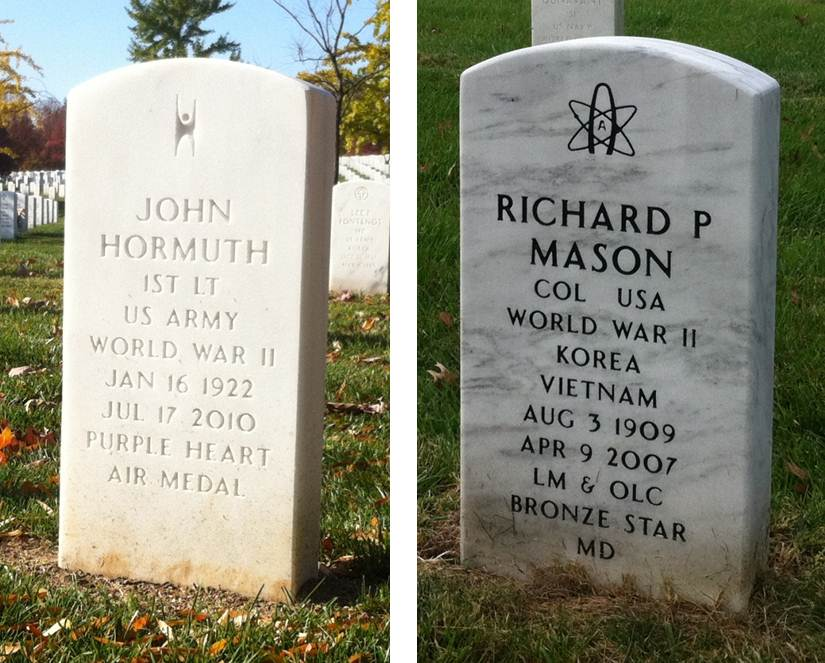
Л: ГуманітарійР: Атеїст
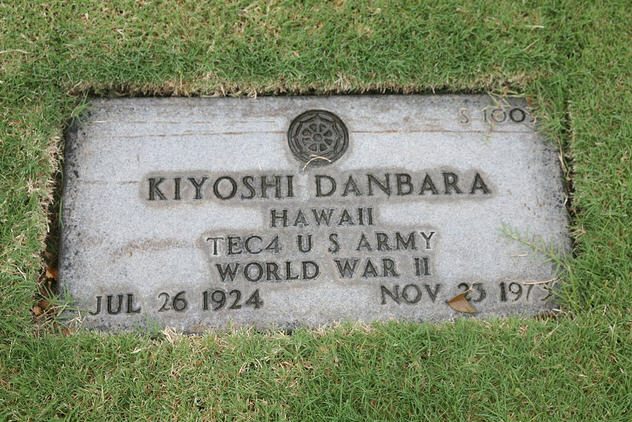
Буддист
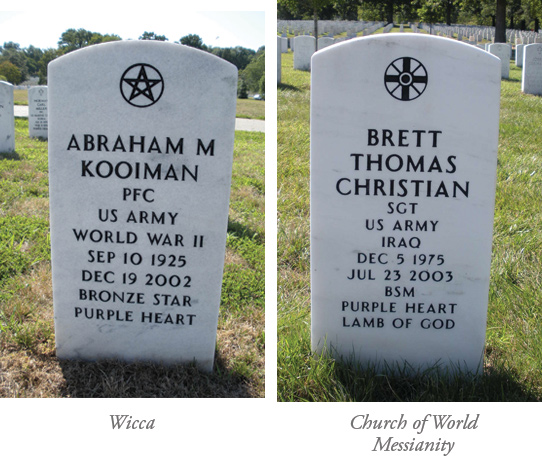
Л: ВіккаР: Церква світу Messianity
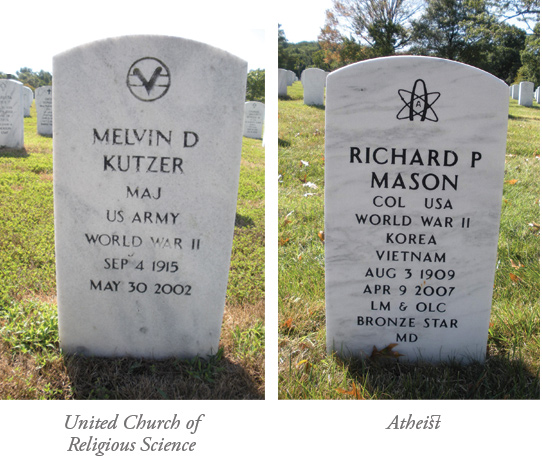
Л: Об'єднана церква релігійної наукиР: Атеїст
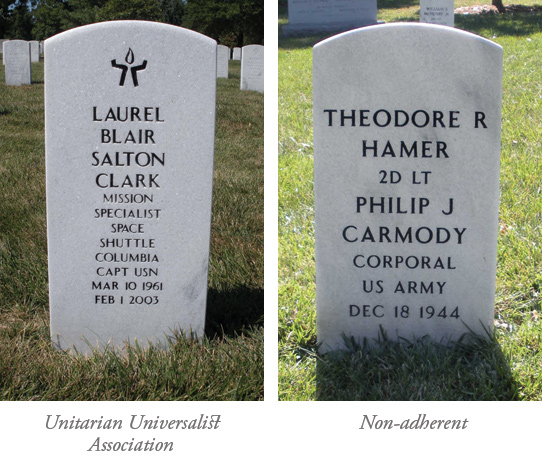
Л: Унітарістична УніверсалістськаР: немає релігійного символу
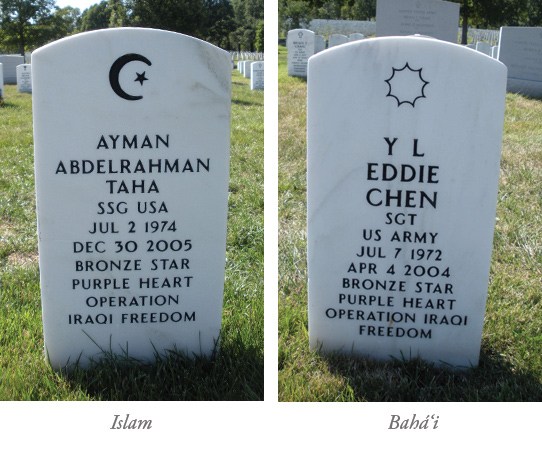
Л: ІсламР: Бахаїв
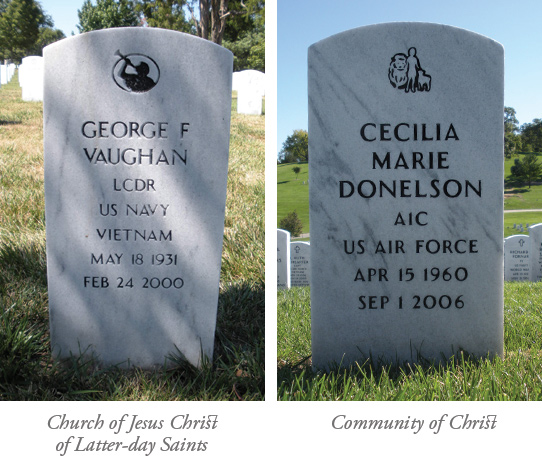
Л: Церква Ісуса Христа Святих останніх днів (мормонів)Р: спільнота Христа
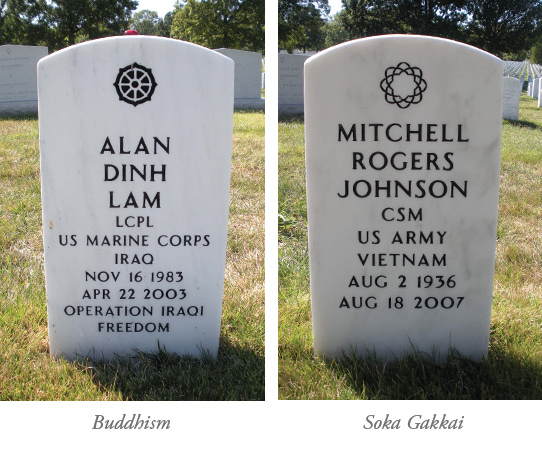
Л: БуддистР: Сока Гаккай
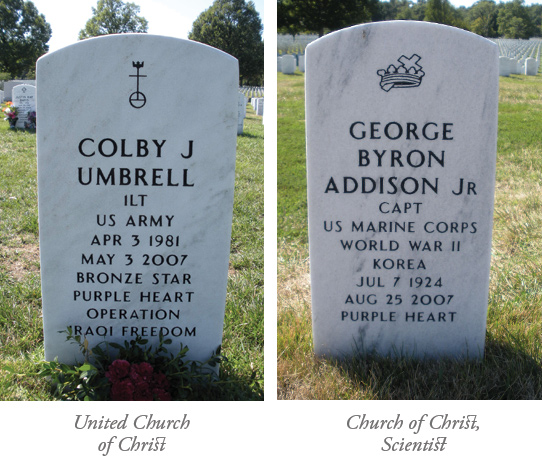
Л: Об'єднана церква ХристаР: Церква Христа, вченого
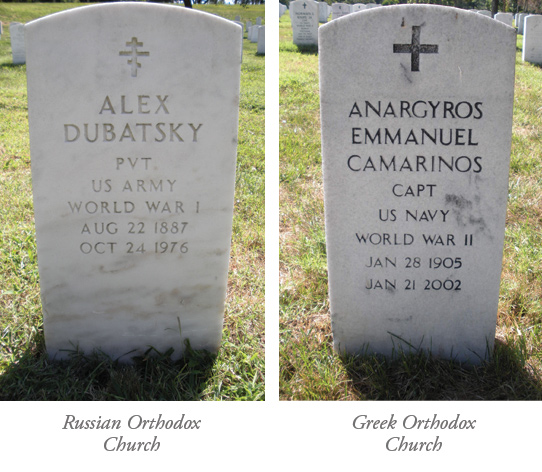
Л: Російської ПравославноїР: Грецька Православна
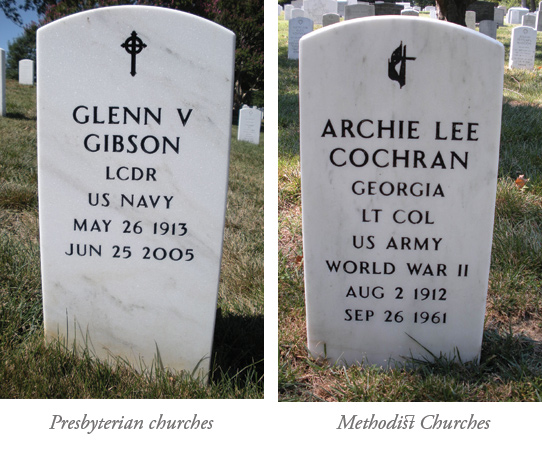
Л: ПресвітеріанськаР: Методист
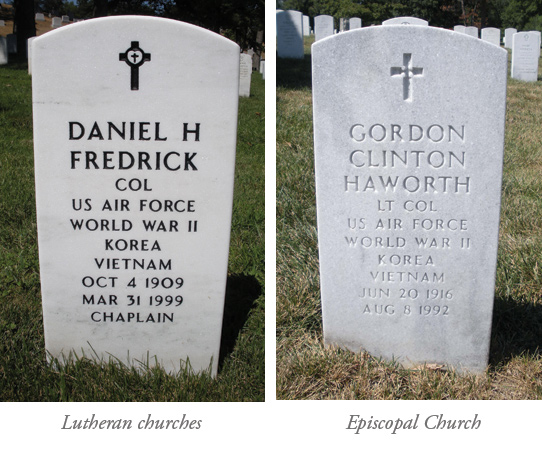
Л: ЛютеранськаР: Єпископальна
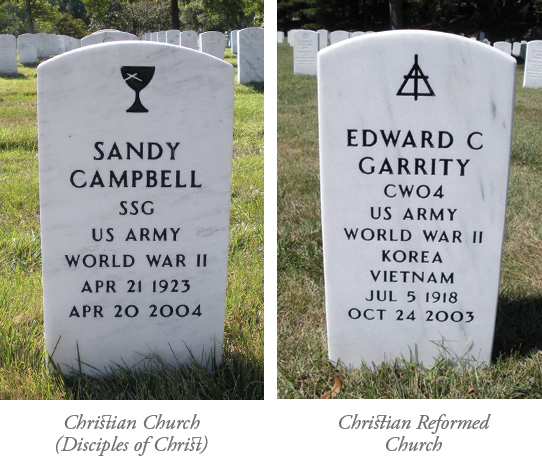
Л: учні ХристаР: Християнської Реформатської

### Капеланське кладовище

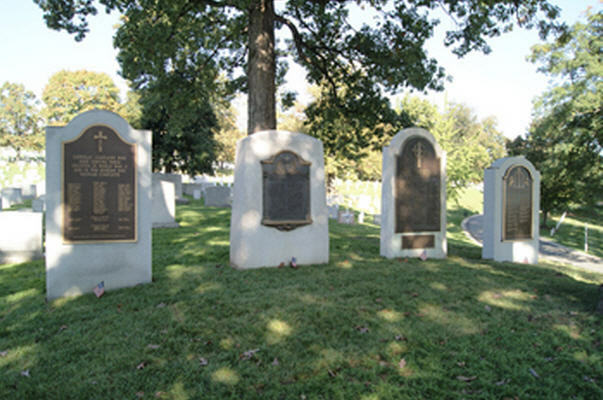
Фото поховання капеланів

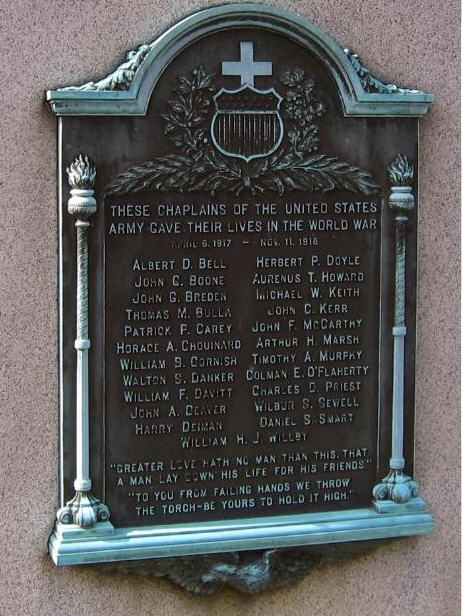
Пам'ятник капелани першої світової війни
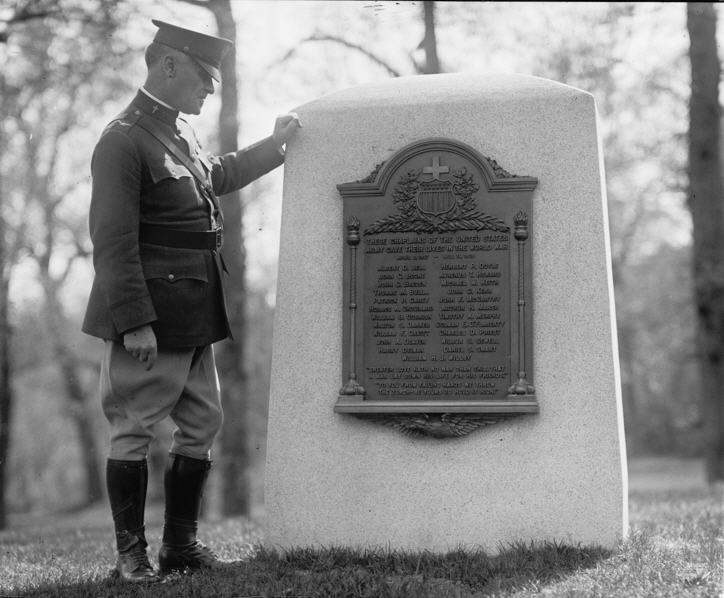
Пам'ятник капелани Першої світової війни (1926 рік)
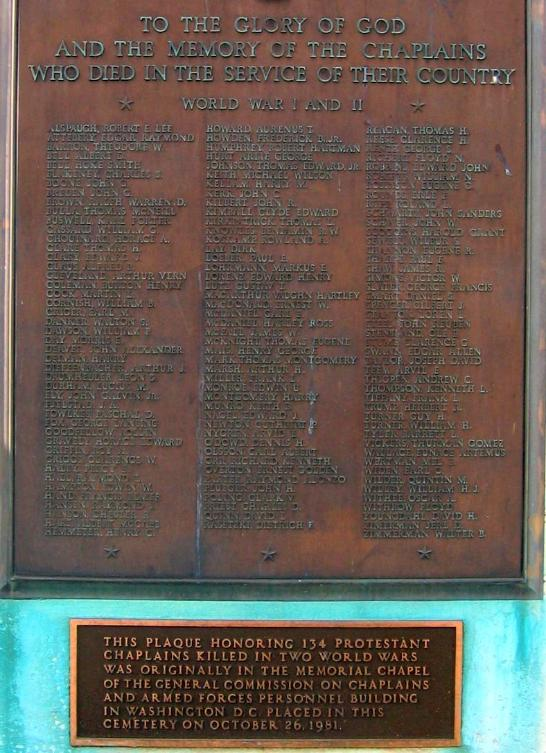
Пам'ятник протестантським капеланам
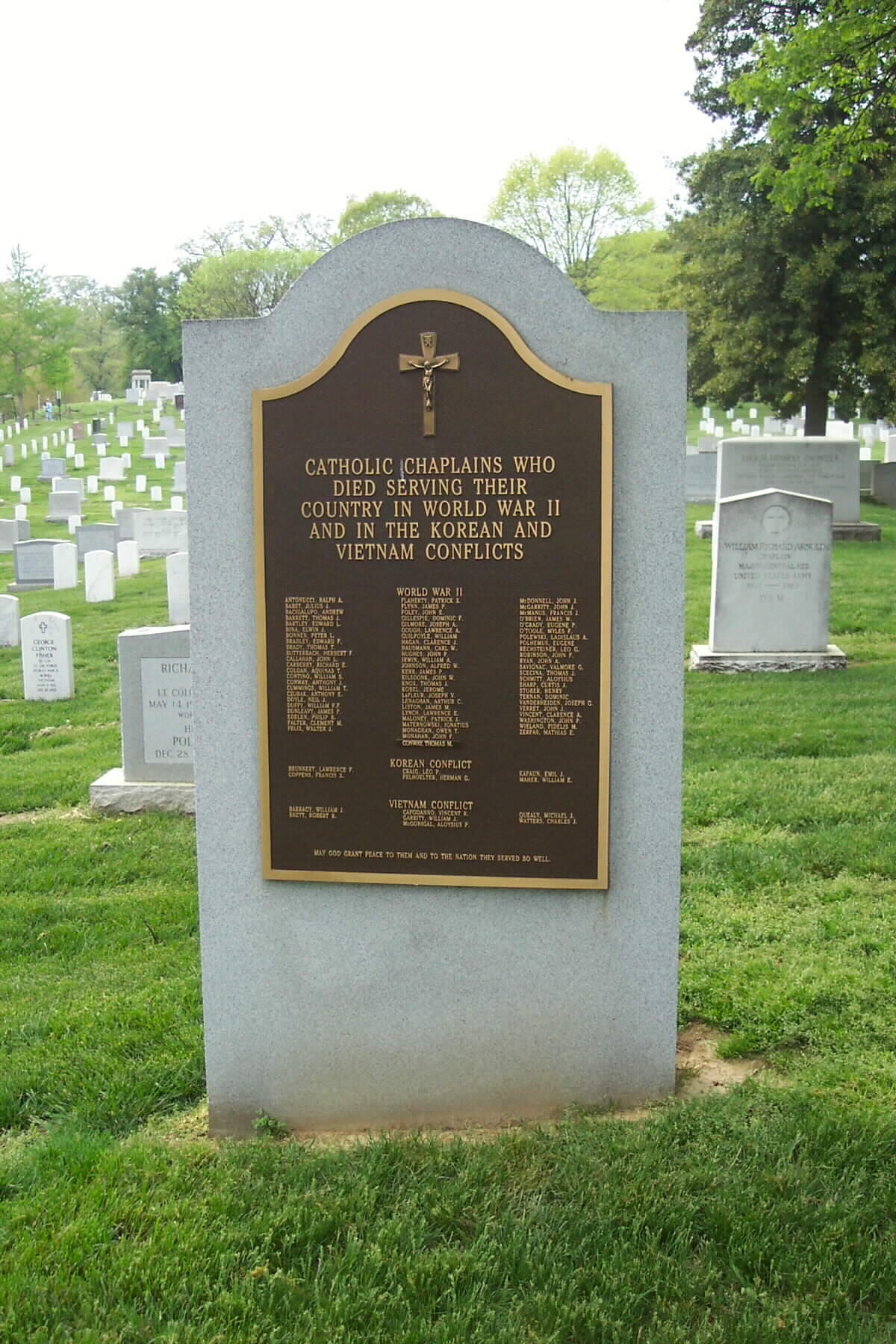
Пам'ятник католицьким капеланам

### Складаний прапор

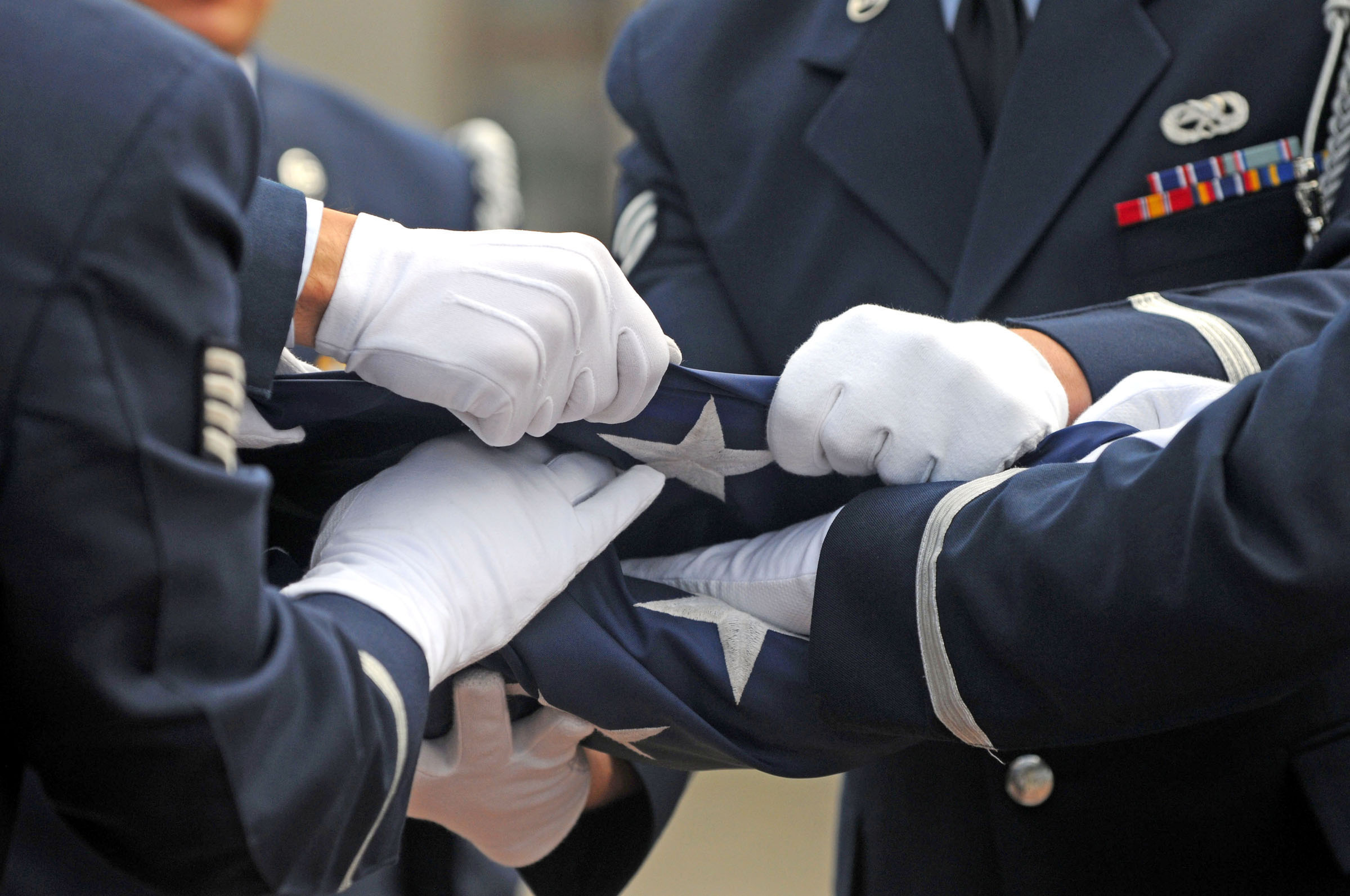
ВВС персоналу дотримуватися традиційної кроків складати американський прапор під час церемонії на авіабазі Рамштайна, Німеччина

## Спори

### Біблійні вірші на зброї
У січні 2010 року компанія-підрядник, надрукувала на прицілах вірші із Нового Завіту. Ця зброя була призначена для армії США і морської піхоти США які дислокувались в Афганістані та Іраку. Цитати включали в себе посилання на Ісуса як "світло для світу", і  були додані без дозволу військового керівництва США. Так, наприклад було посилання на вірш 4:6 у книзі Нового Завіту Другого Послання до Коринтян: "Бо Бог, що звелів був світлу засяяти з темряви, у серцях наших засяяв, щоб просвітити нам знання слави Божої в Особі Христовій.".

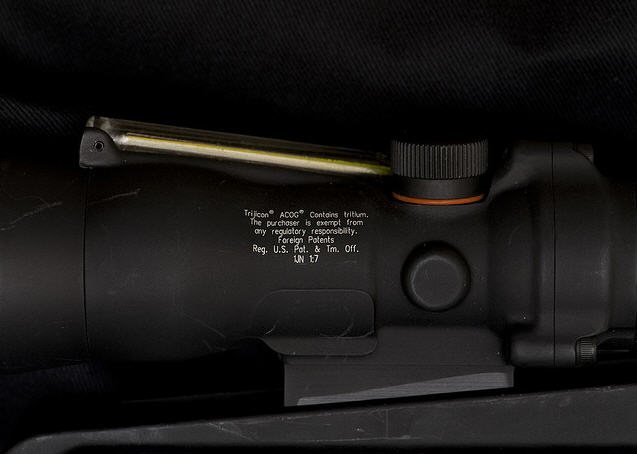
Trijicon приціл з посиланням на 1-е Івана 1:7, "але якщо ми ходимо в світлі, як сам він у світлі, то маємо спільність один із одним, і Кров Ісуса Христа, Сина Його, очищає нас від усякого гріха".

Військові лідери США відреагували з подивом, висловивши занепокоєння, виходячи з того, що "військові правила США спеціально забороняють прозелітизацію будь-якої релігії в Іраку чи Афганістані та були складені з метою запобігання критиці щодо того, що США почали релігійний" хрестовий похід " у своїй війні проти Аль-Каїди та іракських повстанців ». Фотографії міністерства оборони показали, що гвинтівки, у складі яких були вірші, використовували іракські сили, до складу яких входили мусульмани, які не знали християнських віршів Біблії. Служба новин " Аль-Джазіра" повідомляла, що факт роздачі зброї з "християнськими посиланнями" афганським солдатам забезпечить талібам "пропагандистський переворот". Так само " Мусульманська рада з громадських питань ", що базується в США, попередила, що така практика "розпалить пожежі екстремістів, які звинувачують США у здійсненні релігійного хрестового походу в Азії та на Близькому Сході".
Директор з продажу Trijicon повідомив, що практика розміщення посилань на Біблію на їхній продукції, включаючи сфери застосування зброї, триває майже 30 років, розпочату Гліном Біндоном, засновником компанії та продовженою його сином Стівеном після смерті Гліна Біндона. Компанія заявила, що продала подібні гвинтівки приціли у військових в Австралії, Новій Зеландії та Великій Британії. Однак, "поклонившись проблемам Пентагону та міжнародному вигуку", Триджикон оголосив, що "негайно" припинить викладати вірші на продукцію, вироблену для будь-яких військових.  Крім того, він надав "набори для модифікації" для видалення написів із уже придбаної зброї.  Вебсайт Trijicon (розділ FAQ) містить примітку, що їхня продукція для покупців, крім військових, надалі буде містити біблійні посилання.

### Біблії та військова символіка

Солдатський Новий Завіт, частина серії комерційних Біблій Холмана з військовими емблемами США

"Видання збройних сил" Біблії Американського Біблійного Товариства з емблемами Капеланського корпусу та цитатами капеланських очільників

## Капелани як символ

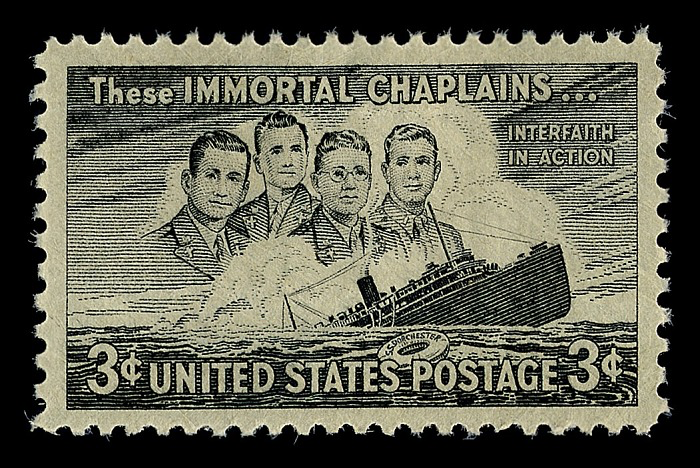
Чотири капелани марка, 1948

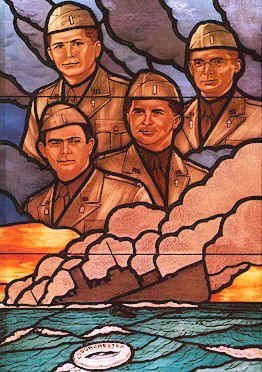
Чотири капелани вітраж, Пентагон

## Подальше читання
- Hassner, Ron E., Religion in the Military Worldwide, Cambridge, Massachusetts: Cambridge University Press, 2013. ISBN 978-1107613645.
- Hassner, Ron E., Religion on the Battlefield, Cornell, NY:  Cornell University Pres, 2016.  ISBN 978-0801451072.
- Kennedy, Nancy B., Miracles and Moments of Grace: Inspiring Stories from Military Chaplains, Abilene, Texas: Leafwood Publishers, 2011. ISBN 978-0-89112-269-2.
- Perrenot, Preston B., United States Air Force Insignia Since 1947, Create Space, 2009
- Perrenot, Preston B., United States Army Grade Insignia Since 1776, Preston Perrenot (publisher), 2009
- Perrenot, Preston B., United States Coast Guard Grade Insignia Since 1776, Create Space, 2009

## Зовнішні посилання
- Буддійські Священики
- Асоціація мусульманських капеланів [Архівовано 21 грудня 2019 у Wayback Machine.]
- Асоціація сертифікованих християнських капеланів [Архівовано 11 травня 2020 у Wayback Machine.]
- Асоціація нешама єврейських капеланів [Архівовано 23 жовтня 2019 у Wayback Machine.]
- Військові Асоціації Капеланів [Архівовано 29 грудня 2019 у Wayback Machine.]